# 24. Panzer-Grenadier-Brigade
Die 24. Panzer-Grenadier-Brigade war eine deutsche Panzer-Grenadier-Brigade im Zweiten Weltkrieg.

## Geschichte der Brigade
Die Brigade wurde am 5. Juli 1942 aufgestellt. Die Einheit entstand durch Umbenennung der 24. Schützen-Brigade und war ebenso der 24. Panzer-Division zugeordnet.
Bei ihrem ersten Fronteinsatz wurde die Brigade Ende Oktober 1942 in der Schlacht von Stalingrad so stark dezimiert, dass sie anschließend aufgelöst werden musste.

## Kommandeur
- Oberst Friedrich von Broich: von der Aufstellung bis Oktober 1942
- Oberst Maximilian von Edelsheim: Oktober 1942 bis zur Auflösung